# Kedanyang
Kedanyang is een bestuurslaag in het regentschap Gresik van de provincie Oost-Java, Indonesië. Kedanyang telt 8005 inwoners (volkstelling 2010).